# Attention, grand-mère !
Pour plus de détails, voir Fiche technique et Distribution.
Attention, grand-mère ! (Осторожно, бабушка!) est un film soviétique réalisé par Nadejda Kocheverova, sorti en 1960,.

## Fiche technique
- Photographie : Sergueï Ivanov
- Musique : Vassili Soloviov-Sedoï
- Décors : Evgueni Eneï, Irina Charchilina
- Montage : Elena Mironova